# Дивергенція (біологія)
Диверге́нція (лат. diverto — відхиляюсь) — розходження ознак і властивостей у спочатку близьких груп організмів в ході еволюції. Результат існування в різних умовах і неоднаково спрямованого природного відбору. Поняття «дивергенція» введено Чарльзом Дарвіном (1859) для пояснення походження видів тварин і рослин, їх різноманіття, виникнення розмежування між видами, обґрунтування вчення про монофілетичне походження видів від спільного кореня. Дивергентність еволюційного процесу виводиться з фактів різноспрямованої мінливості, переважного виживання і розмноження в ряді поколінь крайніх варіантів, які в меншій мірі конкурують між собою. Дивергенція ознак під впливом природного відбору приводить до диференціації видів і їх спеціалізації.
Пізніше поняття дивергенції було доповнено концепцією адаптивної радіації.

## Еволюція шляхом дивергенції
Дивергентна еволюція, також відома як адаптивна еволюція — тип еволюції, при якому дві або більше біологічні характеристики мають загальне походження, але відхилилися протягом процесу еволюції. Ці характеристики можуть бути як помітними рисами, так і молекулярними, наприклад генами, сигнальними або метаболічними шляхами. Це один із основних типів взаємовідносин між видами або популяціями, що вивчається еволюційною біологією.
Наприклад, у метеликів родини білянок дивергенція ознак сталася в напрямку пристосування гусениць до поїдання різних кормових рослин — капусти, ріпи, брукви та інших. Серед жовтеців одні види живуть у воді, інші — в болотистих місцях, лісах або на луках. За сучасними уявленнями, дивергенція ознак виникає в результаті дизруптивного відбору, а також ізоляції, і не обов'язково пов'язана з гострою внутрішньовидової боротьбою. До прикладу, у світі існує озеро-колишня затока, де живуть види морських риб у майже прісній воді.